# Festival di Castrocaro 2016
La cinquantanovesima edizione del Festival di Castrocaro si è svolta a Castrocaro Terme e Terra del Sole il 27 agosto 2016, presentata da Flavio Montrucchio e Samanta Togni, al suo debutto come conduttrice televisiva. La serata è stata anche trasmessa in diretta radiofonica su Rai Radio 2, condotta da Nicoletta Simeone e con Carolina Di Domenico inviata dal backstage del festival. La finale, in onda in prima serata su Rai 1, è stata preceduta da un'anteprima di presentazione dei cantanti partecipanti intitolata Domani è Castrocaro, in onda il 26 agosto in seconda serata sulla stessa rete.
I dodici cantanti partecipanti, accompagnati da un'orchestra diretta dal maestro Stefano Palatresi, hanno gareggiato nella prima fase eliminatoria eseguendo delle cover di celebri cantanti italiani; di loro, solo i sei finalisti hanno poi eseguito un brano inedito ciascuno.
Vincitore dell'edizione Ethan Lara con il brano Anche solo per un'ora, che si è aggiudicato di diritto l'ingresso tra i sessanta partecipanti alle selezioni della sezione "Nuove Proposte" del Festival di Sanremo 2017.

## Giuria
- Claudio Lippi
- Mara Maionchi
- Valerio Scanu

## Ospiti
- Stadio - Medley: Acqua e sapone-Sorprendimi-Un giorno mi dirai e Tutti contro tutti
- Kelly Joyce - Non sono sogni (duetto virtuale con Nilla Pizzi)

### Videomessaggi
Diversi presentatori di Rai 1 sono intervenuti nel corso della serata tramite videomessaggi per sostenere la raccolta fondi organizzata dalla Protezione Civile a sostegno delle vittime del terremoto del Centro Italia, avvenuto pochi giorni prima della manifestazione. In ordine di comparsa: Pippo Baudo, Carlo Conti, Flavio Insinna, Paola Perego, Fabrizio Frizzi, Eleonora Daniele, Al Bano, Franco Di Mare, Lorena Bianchetti e Marco Liorni.

## Ascolti
Anteprima Domani è Castrocaro
| Messa in onda  | Telespettatori | Share |
| -------------- | -------------- | ----- |
| 26 agosto 2016 | 672.000        | 7,80% |

Serata finale
| Messa in onda  | Telespettatori | Share  |
| -------------- | -------------- | ------ |
| 27 agosto 2016 | 1.855.000      | 12,30% |